# Guillermo de la Mare
Guillermo de la Mare (fallecido c. 1285) fue un sacerdote franciscano y teólogo inglés, que fue maestro en la Universidad de París en la segunda mitad del siglo XIII y de cuya vida tenemos pocos datos concretos. Perteneció a la llamada escuela franciscana de París.
Murió a finales de aquel siglo. Estudió y fue maestro en París, donde fue maestro de Mateo de Acquasparta y en Oxford. Fue gran amigo de Roger Bacon y total defensor y continuador del pensamiento de san Buenaventura. Escribió un Comentario a los dos primeros libros de las Sentencias de Pedro Lombardo, Cuestiones disputadas, Quodlibetos sofísticos y Declaraciones, entre otros escritos. Como fiel discípulo de Buenaventura, sigue la corriente agustiniana y los principios metafísicos y noéticos de su maestro.

## Pensamiento
El nombre de Guillermo de la Mare ha pasado a la historia del pensamiento franciscano y tomista precisamente por su obra polémica Correctorium fratris Thomae (c. 1277-1279), donde selecciona 117 tesis de la doctrina tomista (más aristotélica), contraponiéndolas a la doctrina de la escuela franciscana (más agustiniana). La emulación doctrinal entre las dos Órdenes, dominicos y franciscanos, y sus diversas concepciones metafísicas y cosmovisiones motivaron notables tensiones entre los miembros de las dos escuelas. Hasta tal punto que ambas Órdenes tomaron posiciones oficiales para calmar los espíritus encrespados.
Esto explica que el Capítulo general franciscano de Estrasburgo (1282) asumiera la obra de Guillermo y urgiera el consultar el Correctorium a todos los que leyeran a Tomás de Aquino. La reacción de los dominicos no se hizo esperar, pues en 1282-1284 replicaron con un montón de respuestas que han pasado a la historia con el nombre de Correctoria Corruptorii. 
Debido a su obra, Guillermo de la Mare fue conocido como «Doctor correctivus»